# Eana (templo)

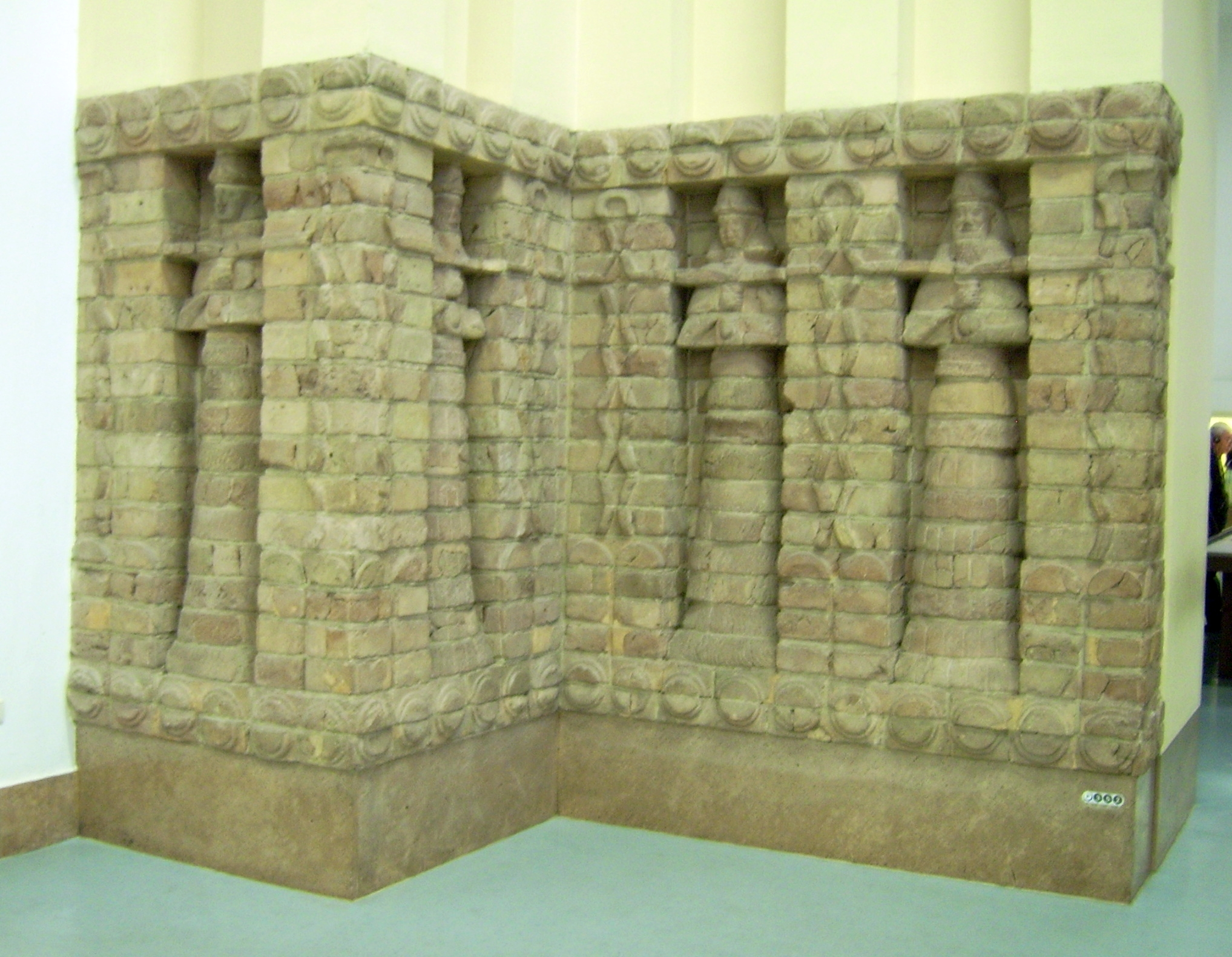
Parte da frente do templo de Inana de Uruque.

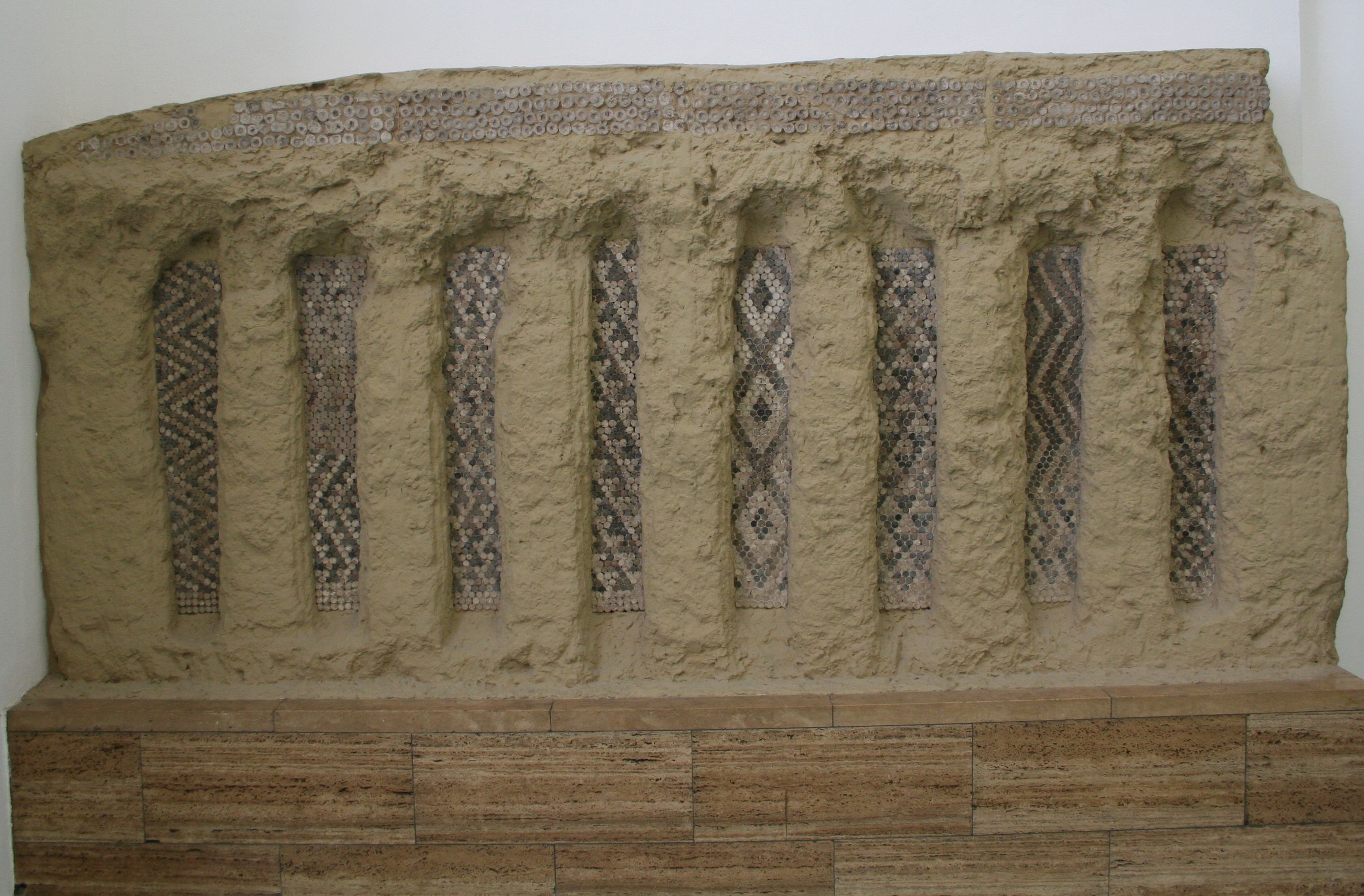
Fotografia da reconstrução moderna do Museu de Pérgamo em Berlim, Alemanha, de colunas com alfinetes de argila decorativos que lembram os mosaicos do templo de Eana.

Eana (em sumério: 𒂍𒀭𒈾; romaniz.: É-AN.NA; lit. "Casa dos céus") foi um antigo templo sumério em Uruque. Considerada "a residência de Inana e Anu", é mencionada várias vezes na Epopéia de Gilgamés e em outros lugares. A evolução dos deuses aos quais o templo foi dedicado é objeto de estudo acadêmico.